# Салтановка (Жлобинский район)
Салтановка (бел. Салтанаўка) — деревня и железнодорожная станция (на линии Жлобин — Гомель) в Пиревичском сельсовете Жлобинского района Гомельской области Белоруссии.

## География

### Расположение
В 23 км на северо-восток от Жлобина, 64 км от Гомеля.

## Транспортная сеть
Транспортные связи по просёлочной, а затем автомобильной дороге Бобруйск — Гомель. Планировка состоит из разделённых железной дорогой частей: восточной (криволинейная улица, близкая к меридиональной ориентации, на востоке от которой находится железнодорожный перегрузочный пункт) и западной (криволинейная улица, ориентированная с юго-востока на северо-запад, перпендикулярно к ней расположены пристанционные строения. Обособлено на юге короткая, прямолинейная, близкая к широтной ориентации, и короткая меридиональной ориентации улицы). Застройка двусторонняя, кирпичная и деревянная, усадебного типа.

## История
По письменным источникам известна с начала XIX века как небольшая деревня в Староруднянской волости Рогачёвского уезда Могилёвской губернии. Согласно ревизским материалам 1859 года во владении помещика Парчевского. Со сдачей в эксплуатацию в ноябре 1873 года железной дороги Бобруйск — Гомель начала действовать железнодорожная станция, на которой ежегодно отгружалась до 2 млн пудов леса. Действовала фабрика, где в год изготавливалась до 25 тыс. рогож, и продавались они, главным образом в Черниговскую губернию. В 1909 году 332 десятины земли, почтово-телеграфное отделение, мельница, 4 винокурни. В 1915 году на железнодорожной станции произошёл бунт солдат, он сопровождался столкновениями с полицией.
В 1930 году организован колхоз «Первомай», работали паровая, ветряная мельница, лесопилка (22 рабочих), кузница. Во время Великой Отечественной войны на железнодорожной станции действовала подпольная патриотическая группа (руководители И. О. Ошмянский и В. В. Лобанов). Освобождена 2 декабря 1943 года. В боях около деревни погибли 27 советских солдат (похоронены в братской могиле около железнодорожной станции). 26 жителей погибли на фронте. В 1966 году к деревне присоединены посёлки Октябрь (до 7 августа 1962 года Безбожник), Молодняк, Первомайский (к которому в 1962 году присоединён посёлок Парасля). В составе совхоза «Пиревичский» (центр — деревня Пиревичи). Действуют хлебопекарня, клуб, библиотека, отделение связи, магазин.

## Население

### Численность
- 2004 год — 170 хозяйств, 290 жителей.

### Динамика
- 1816 год — 25 дворов.
- 1909 год — 169 жителей; на железнодорожной станции 12 дворов, 65 жителей.
- 2004 год — 170 хозяйств, 290 жителей.

## Известные уроженцы
- В. А. Бобков (22.2.1939) — член-корреспондент Национальной академии наук Беларуси (1989), доктор исторических наук (1978), профессор (1983). Заслуженный деятель науки Республики Беларусь (1999)[1].
- Демьяненко, Николай Яковлевич — советский и украинский экономист. доктор экономических наук (1991), профессор (1994). Академик НААН (1999), заслуженный деятель науки и техники Украины (1999).